# ジョン・ワトソン (哲学者)
ジョン・ワトソン（John Watson、1847年2月25日 - 1939年1月27日）は、イギリス出身のカナダの哲学者。建国間もないカナダを代表する哲学者であった。ヘーゲルの哲学の影響を受けて、8冊の本と200本以上の論文を執筆。後の、カナダの哲学の、ひいてはカナダ国家の指針を決めた人物であると言われている。カナダ学士院のメンバーでもあった。

## 生涯
スコットランド・グラスゴーの出身。グラスゴー大学で哲学や英語学を学ぶ。ワトソンは、同大学教授のエドワード・ケアード（イギリスを代表するヘーゲリアン）に認められ、当時まだ建国間もないカナダのクイーンズ大学の教授のポストに推薦され、1872年にカナダへ渡る。
ヘーゲルの哲学に多大に影響され、後には建国期のカナダに宗教や政治の概念にも大きな影響を与えた。カナダの哲学者のなかでは唯一エディンバラ大学のギフォード講義（これは、スコットランドの諸大学が協同で主催している神学の講座の名称で、ウィリアム・ジェームズも講義したこともある。一流の学者しか講義できなかった）に招聘された人物でもある。これらの講義は、『宗教的経験の解釈』（1910年 - 1912年）として出版された。
ワトソンの哲学的関心は宗教の形而上学的考察であり、キリスト教の合理主義的解釈を提唱していた。主著となる『キリスト教と観念論』はその成果である。また、理性的に一般の人々が連結できることを望み、カナダ合同教会の創設にも尽力した。ワトソンは優れたカント学者でもあり、初期の作品でもある『カントとその英国（哲学）批判』(1881年)、『カントの哲学』（1888年）、『解明されたカントの哲学』（1908年）は有名で、カナダにおいてカント研究に携わる者にとっては、いまだに重要な研究書である。また、学生向けの哲学入門に関する書物も多い。わかりやすさおよびユニークな注釈によって著作の人気も上がり、第一次世界大戦の余波で『国家の中の平和と戦争』（1919年）を執筆、人気を得る。同書の中でワトソンは、寛容さと多文化的な統合に基づいた世界政府を促すことを説いていた。カナダにおける文化的多元性および平和の問題が、彼の晩年の課題であった。